# Mucsi Sándor (színművész, 1926–2006)
Mucsi Sándor (Szeged, 1926. február 21. – Budapest, 2006. június 1.) színművész, magánénekes (tenor). Hatvanegy évet töltött a pályán, ezalatt számos vidéki teátrumban játszott, majd három évtizeden át a Fővárosi Operettszínház tagja volt. Pályafutása alatt végigénekelte a klasszikus tenorbonviván-szerepek teljes sorát.
Pályafutását a Hódmezővásárhelyi Színjátszó Társaság Színházában kezdte 1946-ban, majd a Békés Megyei Jókai Színház tagja lett. 1949-ben a Katona József Színházhoz helyezték, Kecskemétre. Első komoly szerepét 1952-ben kapta: Nemorinót, a félszeg parasztlegényt játszotta Gaetano Donizetti operájában, a Szerelmi bájitalban. A következő években számos nagyoperett bonvivánját alakította.
1955-ben mutatkozott be szülővárosa teátrumában, a Szegedi Nemzeti Színházban, ahol – kisebb kecskeméti és szolnoki megszakítással – egy évtizeden át lépett fel. A sok operett mellett számos operában is énekelt. Ebben az időszakban, 1957-ben készült a Bástyasétány 77 című rádiójáték, amelynek férfi főszereplője volt. Később játszott a darab szegedi és fővárosi színházi feldolgozásában is.
1966–1968-ban a Miskolci Nemzeti Színház, majd 1969-től két éven át a szolnoki Szigligeti Színház művésze volt. 1971-ben a Sybill című nagyoperett szolnoki előadásán a Nagyherceg szerepével búcsúzott a bonviván szerepkörétől.
1972-ben Budapestre, a Fővárosi Operettszínházba szerződött, amelynek társulatához 2003-ig tartozott. A My Fair Ladyben mutatkozott be. Kiemelkedő szerepe volt Sancho Panza a La Mancha lovagjában, Ámos Hart a Chicagóban, illetve Mordcha kocsmáros a Hegedűs a háztetőn című darabban.
Az 1990-es években a Fővárosi Operettszínház társulatával tíz szezonban lépett fel a müncheni a Deutsches Theaterben. Számos országban vendégszerepelt a színház, majd magántársulatok tagjaként, többek között az Amerikai Egyesült Államokban, Kanadában, Japánban és Kolumbiában.
Molnár Gál Péter 2005-ben, Mucsi Sándor 80. születésnapja alkalmából azt írta róla, hogy három dolog, a hangja, a hite önmagában és a nők iránti szenvedélye tette alkalmassá a bonviván szerepkörre.

## Kezdetek

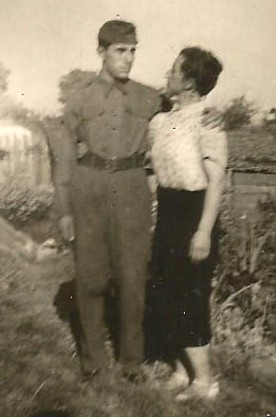
Édesanyjával a háború alatt

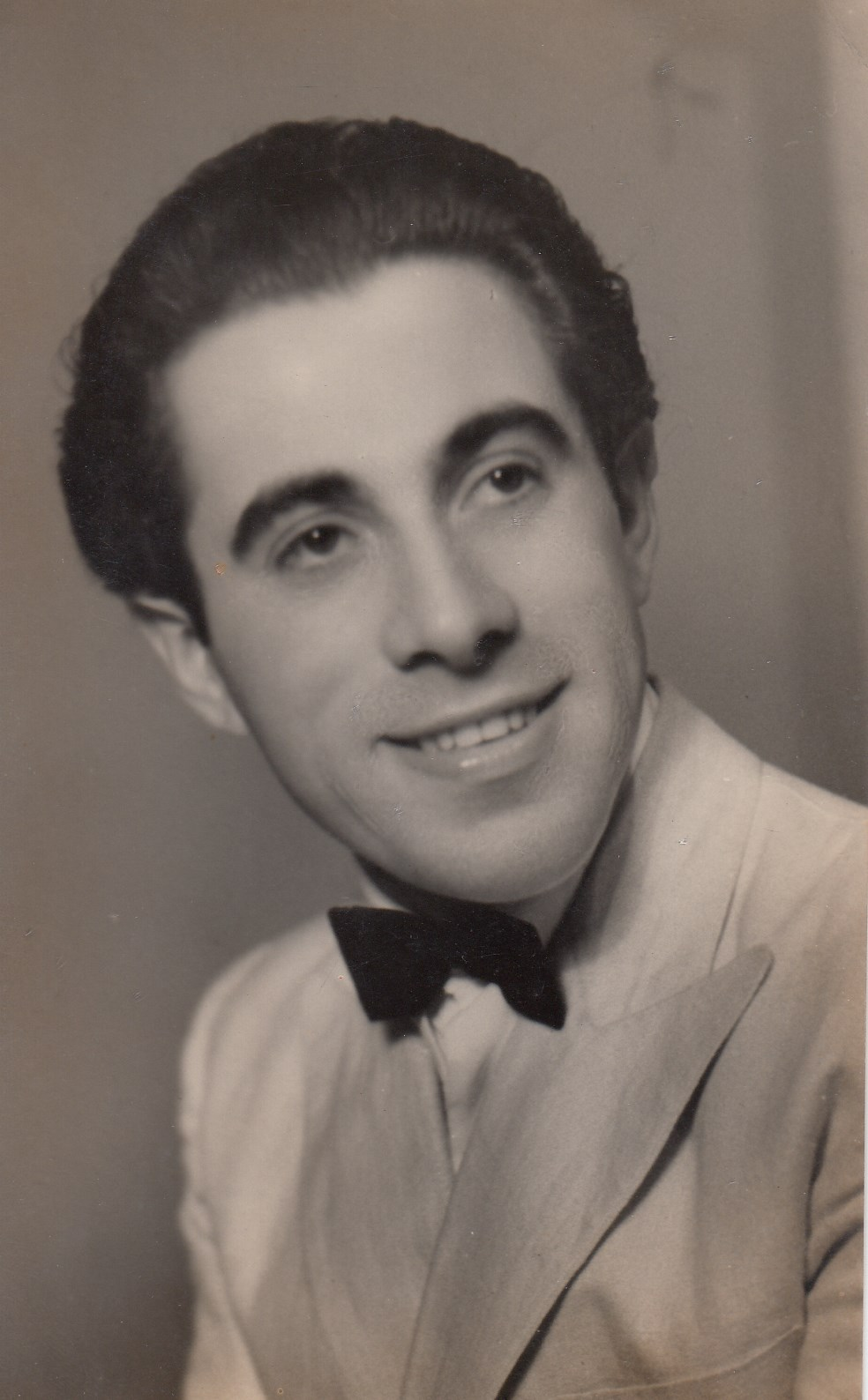
1948-ban

Édesapja Zsadányi (később Mucsi) Sándor tűzoltóparancsnok, édesanyja Varsányi Lídia háztartásbeli volt. Egy örökbefogadott húga volt, akivel együtt Hódmezővásárhelyen nevelkedett. Gyerekkorában barátkozott össze Antal Imrével és Bessenyei Ferenccel. Szülei hamar elváltak, édesanyja nevelte őt és testvérét az Ádám utcában, később anyai nagyanyja és édesanyja húga is hozzájuk költözött. Édesanyja a Fekete Sas szállodában talált állást, ebből tartotta fenn a családot. Mucsi Sándor a nyári szünetekben Gila Jenő hegedűkészítő műhelyében dolgozott, majd a polgári iskola elvégzése után nyomdásznak tanult.
A második világháborúban, 1944-ben leventeként a németek Mártélyba vitték, ahonnan néhány társával hazaszökött. Miután elfogták, Zircre kellett mennie, ahol a szétbombázott vasútvonalak helyreállításán dolgoztatták. Ezután besorozták, és kiképzés nélkül Rábakecölre vezényelték. Néhány társával Sopronbánfalváról ismét megszökött, majd a szovjet hadsereg fogságába került. Három hónapot töltött a székesfehérvári hadifogolytáborban, ahol magyar nótákat énekelt a tábori színházban, majd 1945 kora nyarán hazajutott Hódmezővásárhelyre.
Erdei László nyomdájában állt munkába. Eközben Petrik Imrétől, a Magyar Demokratikus Ifjúsági Szövetség kultúrcsoportja rendezőjétől tanult versmondást. Várhelyi Endre későbbi operaénekes a Fekete Sas szállodában dolgozott, és kisebb darabok előadásához tehetséges amatőröket toborzott. Mucsi Sándor több előadásban is részt vett, itt ismerkedett meg későbbi igazgatójával, Osváth Bélával, aki társulatot szervezett a nyári színkör tagjaiból.
Mucsi Sándor a színészszakszervezet budapesti irodájában vizsgázott, és 1945 augusztusában megkapta első szerződését a Hódmezővásárhelyi Színjátszó Társaság Színházától. A társulat nemcsak Hódmezővásárhelyen, hanem Makón is fellépett. Együtt játszott Ajtay Andorral, aki a nála 23 évvel fiatalabb színészt szeretetteljesen Mukikámnak nevezte.
1946. június 20-án Szarka Pál szerepében lépett színpadra a Móricz Zsigmond írásából készült Sári bíró című darabban, majd öt nappal később Juhászt játszotta a Légy jó mindhalálig bemutatóján. Az első darabot Somlay Artúr rendezte, és ő alakította a címszerepet is. Mindkét színműben fellépett Gobbi Hilda és Bessenyei Ferenc is. Játszott még 1946 őszén Gerhart Hauptmann Naplemente előtt (Wuttke doktor) és Molnár Ferenc Hattyú (Alfred) című művében is. 1948–1949-ben a békéscsabai Békés Megyei Jókai Színház tagja volt mint gyakorlatos színész. Ebben az időszakban fellépett Gyulán és Hódmezővásárhelyen is.

## Vidéki kőszínházak és a rádió

### Kecskemét

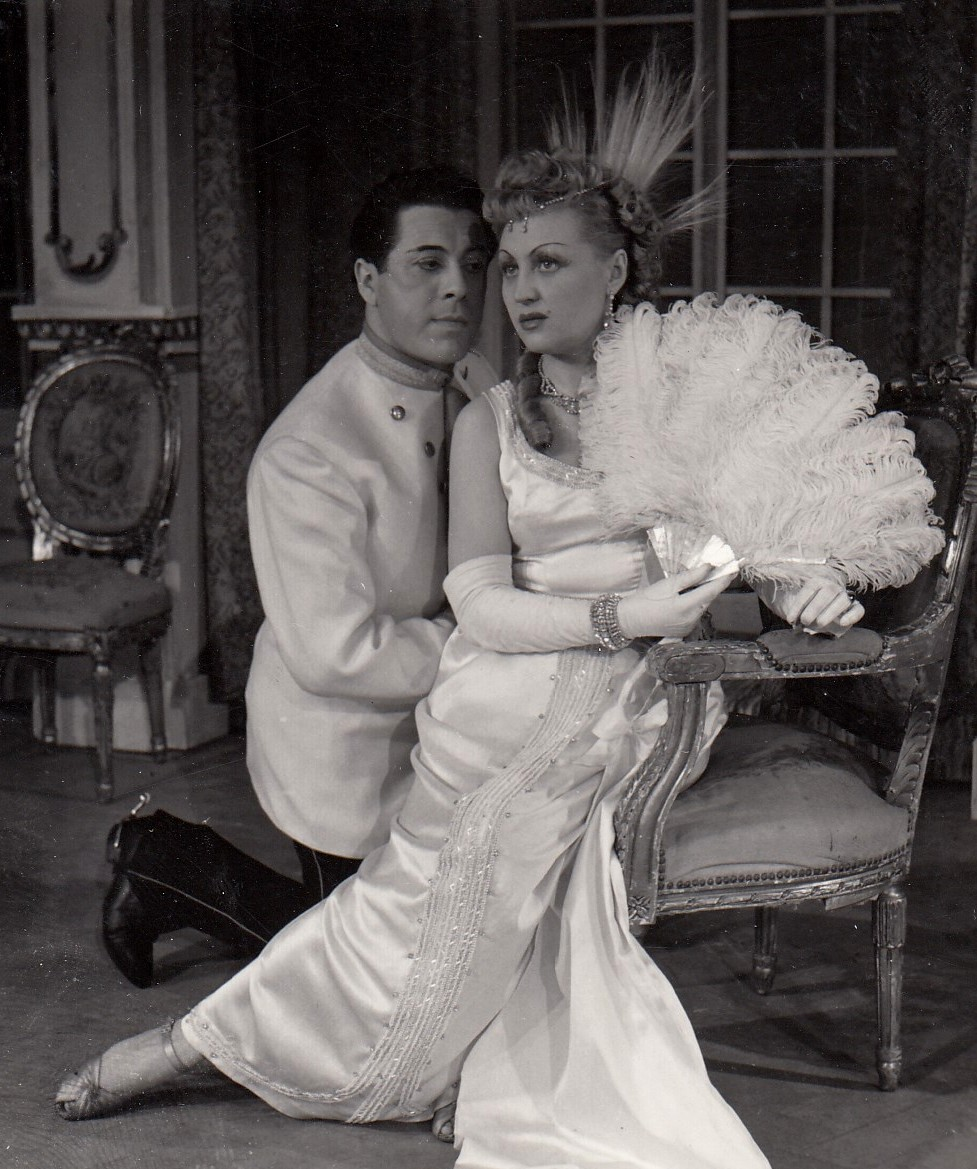
Gyólay Viktóriával a Csárdáskirálynőben

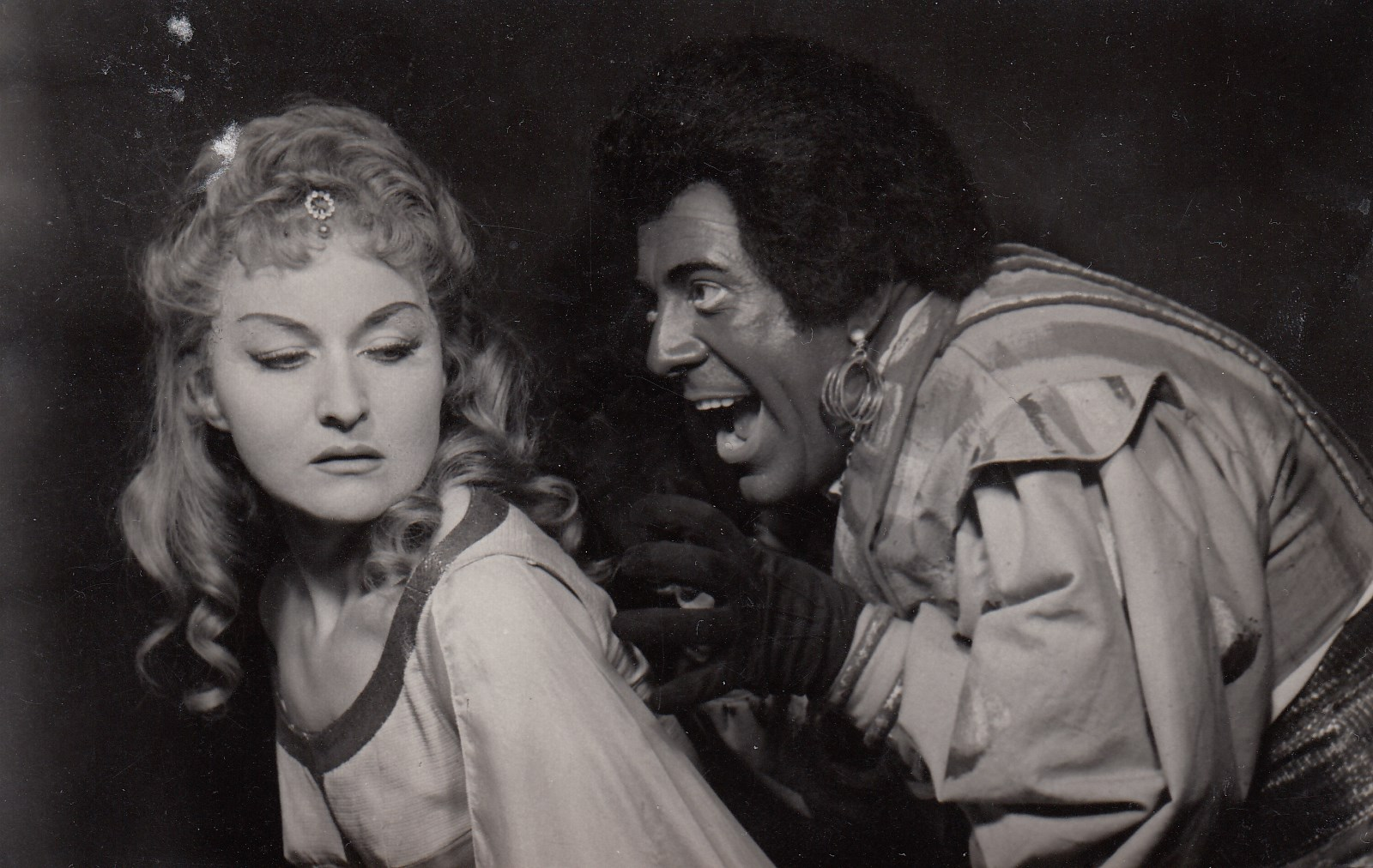
Berdál Valériával A varázsfuvolában

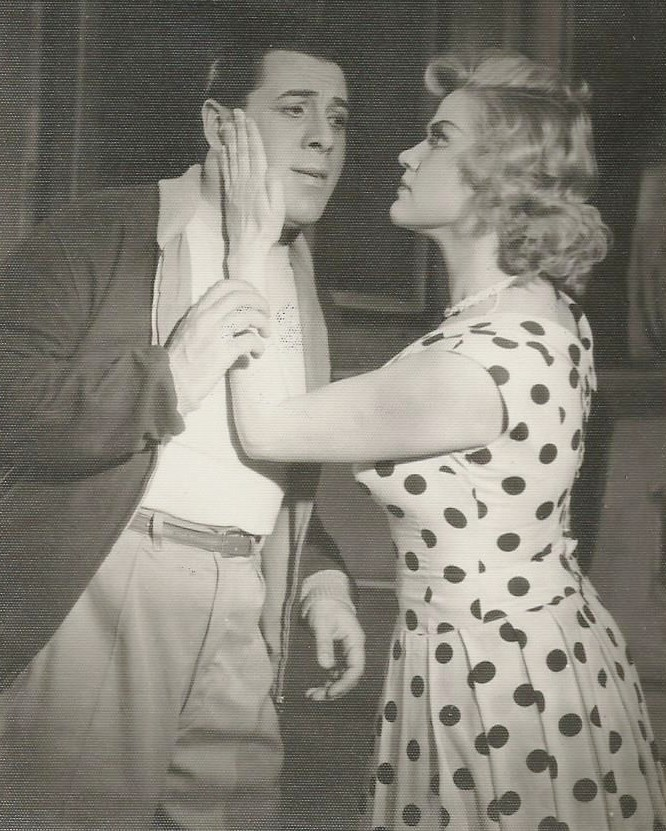
Karácsonyi Magdával a Bástyasétány 77 szegedi előadásán

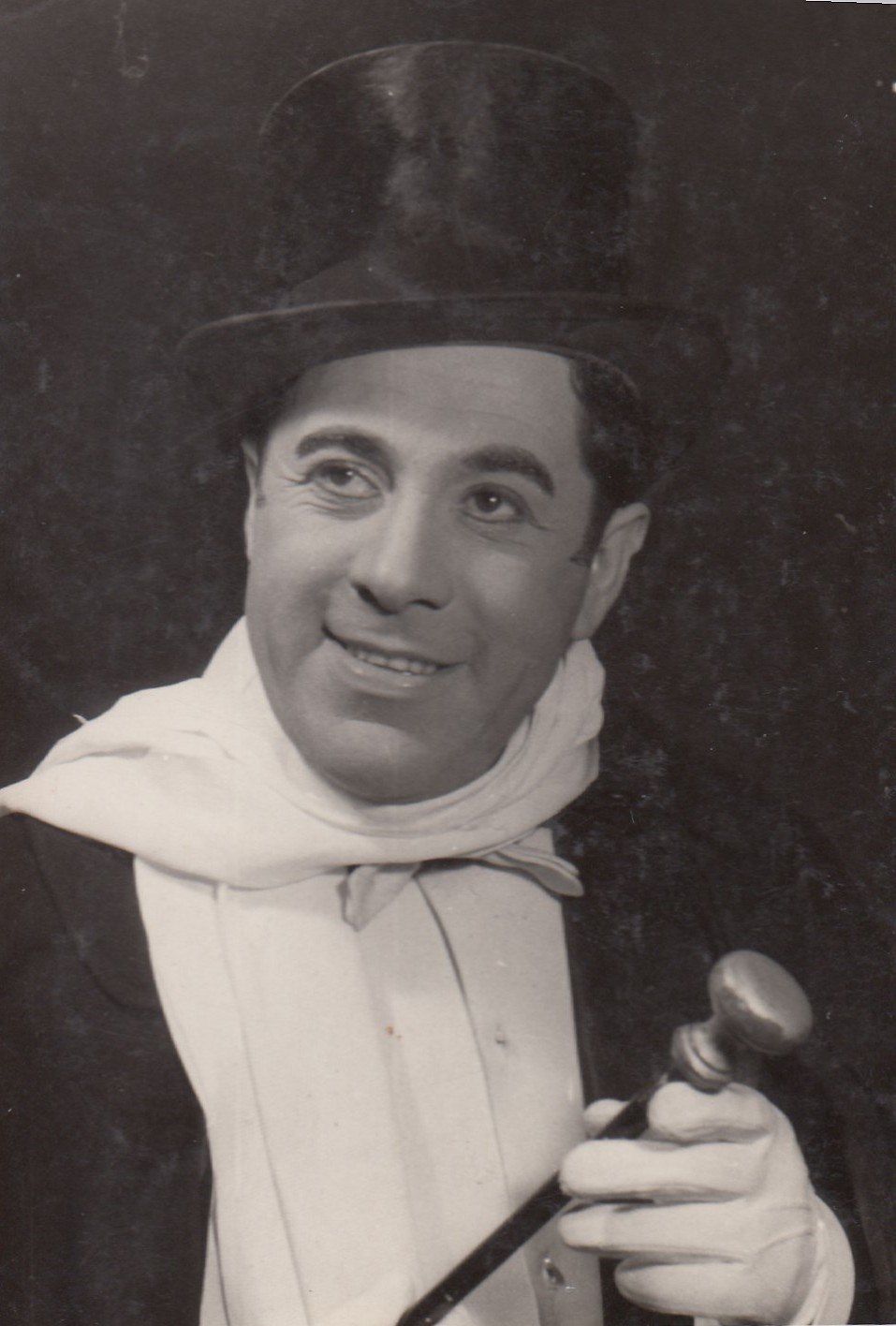
Az Ártatlan Zsuzsi szolnoki előadásán

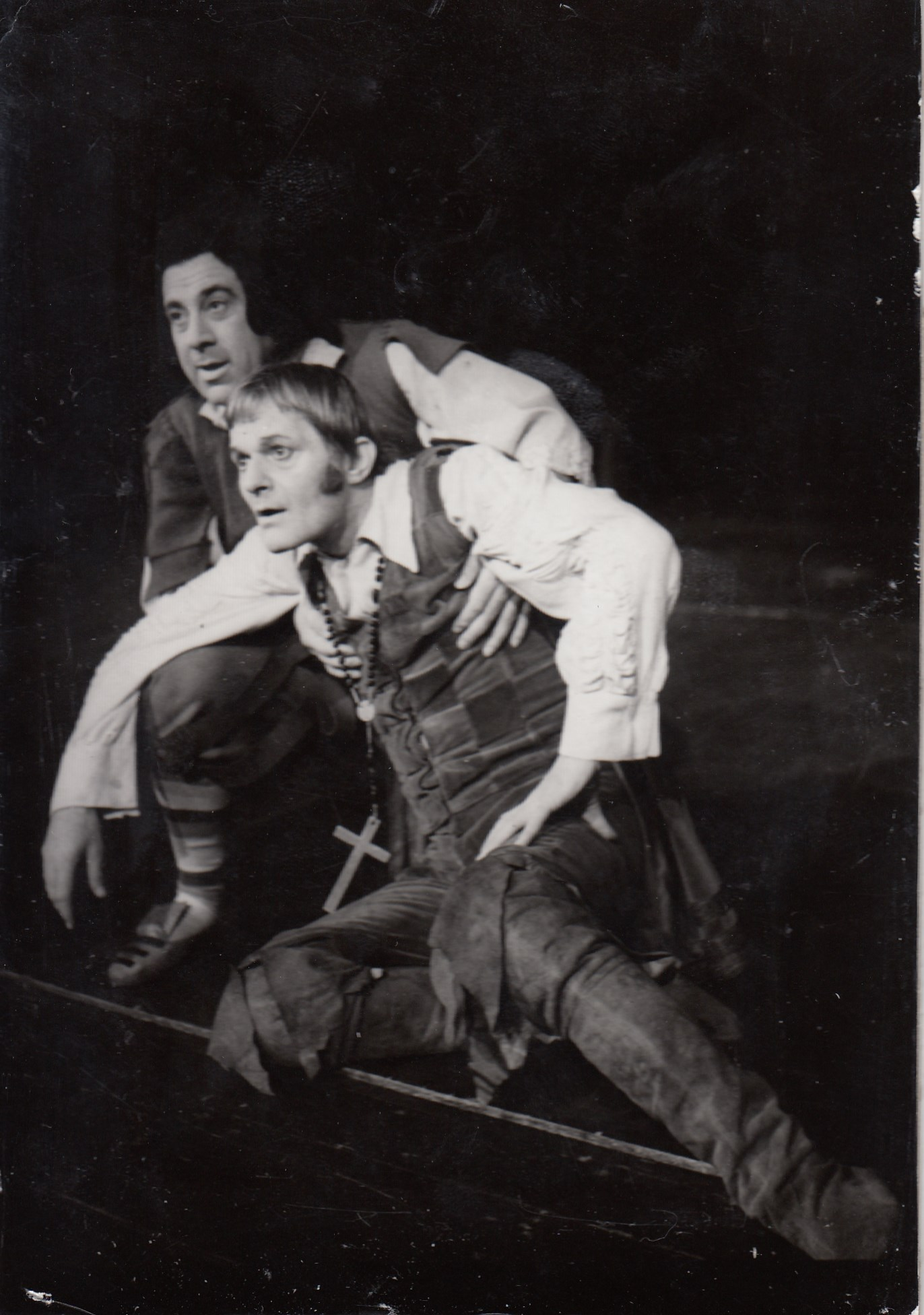
Darvas Ivánnal (j) a La Mancha lovagja című darabban

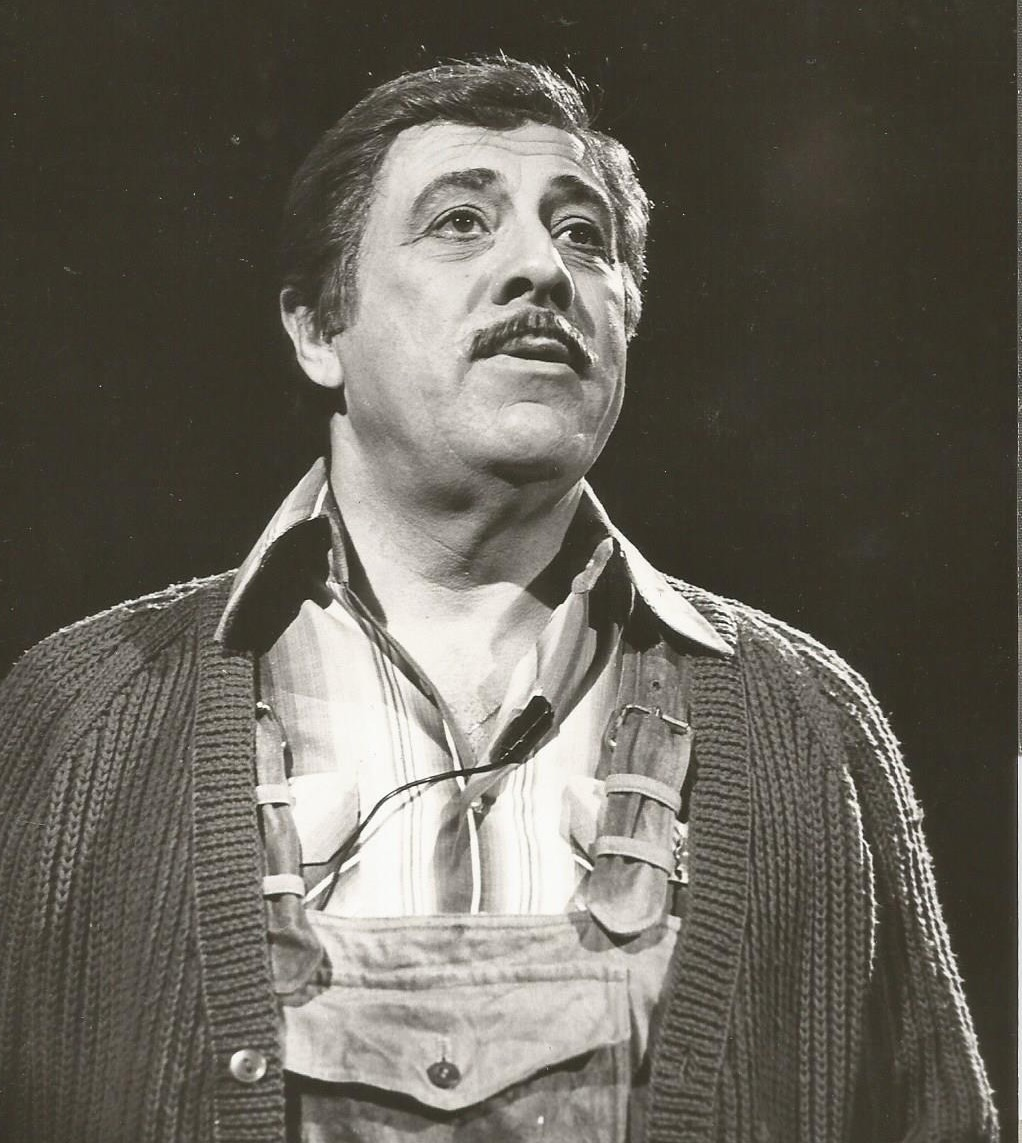
Amos Hartként

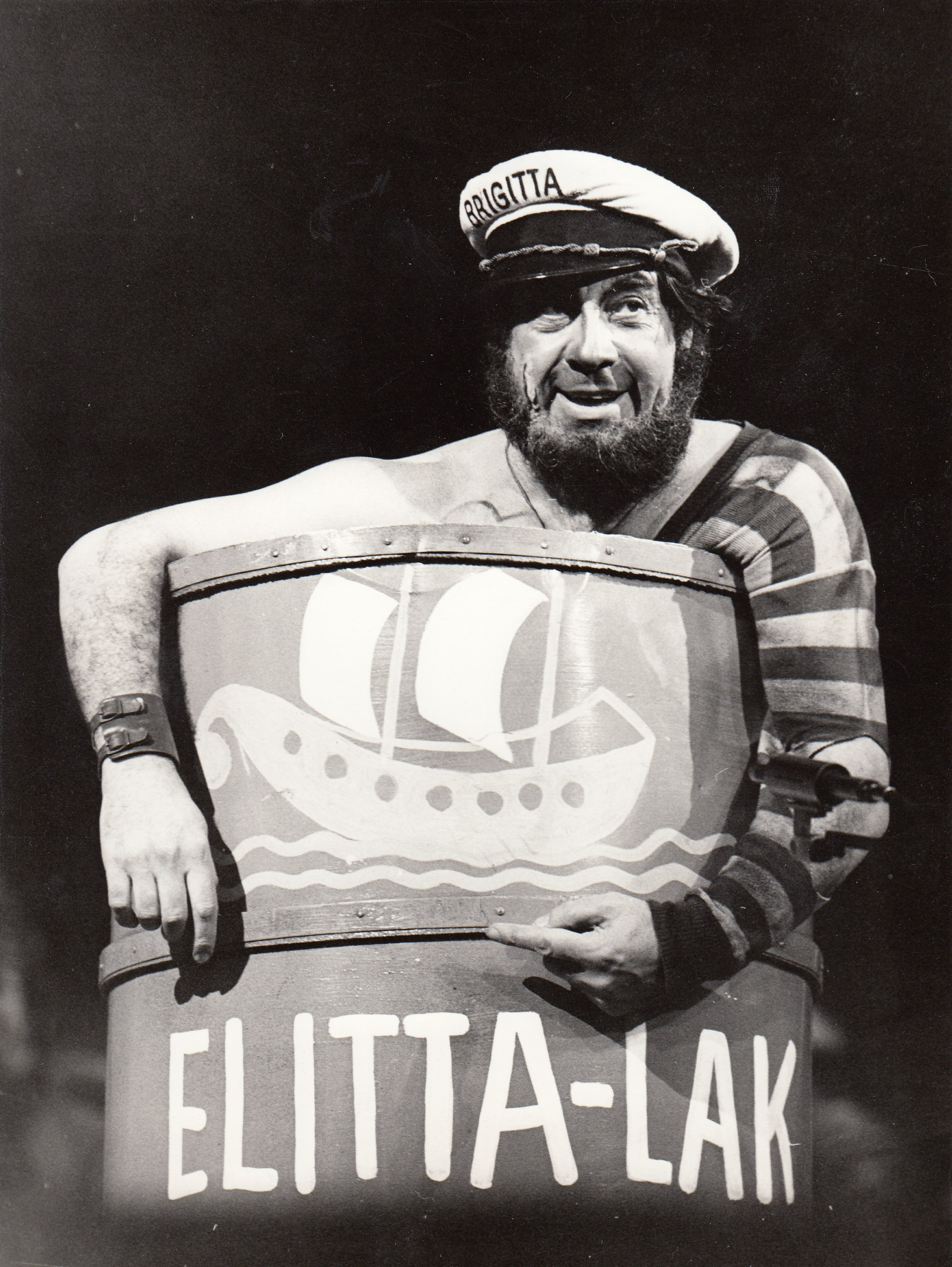
Az ellopott futár című darabban

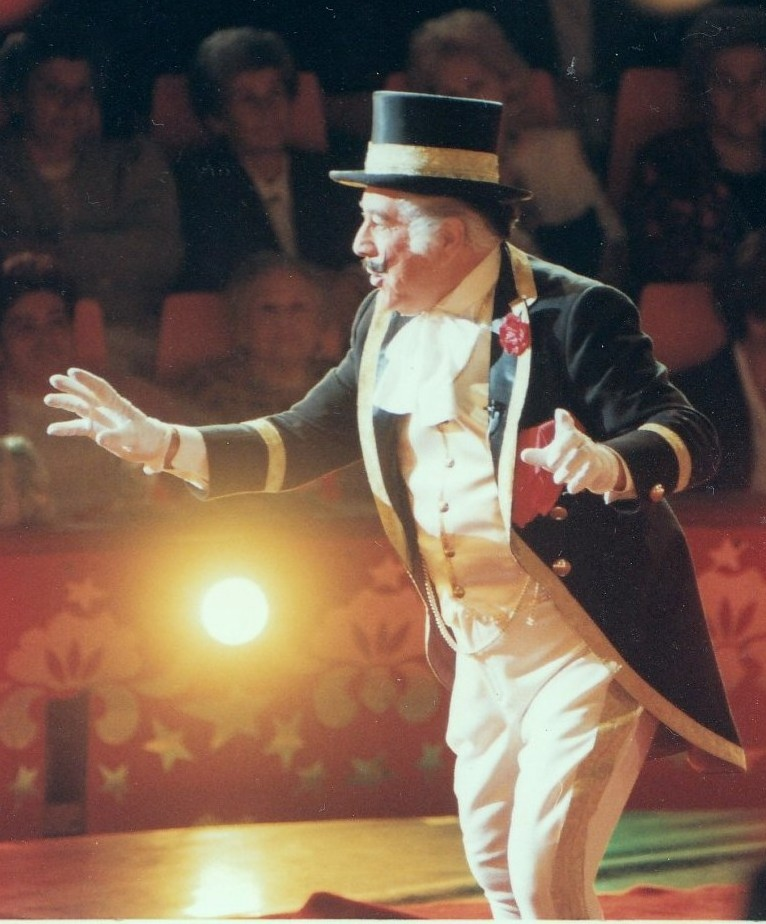
A Cirkuszhercegnő cirkuszi bemutatóján

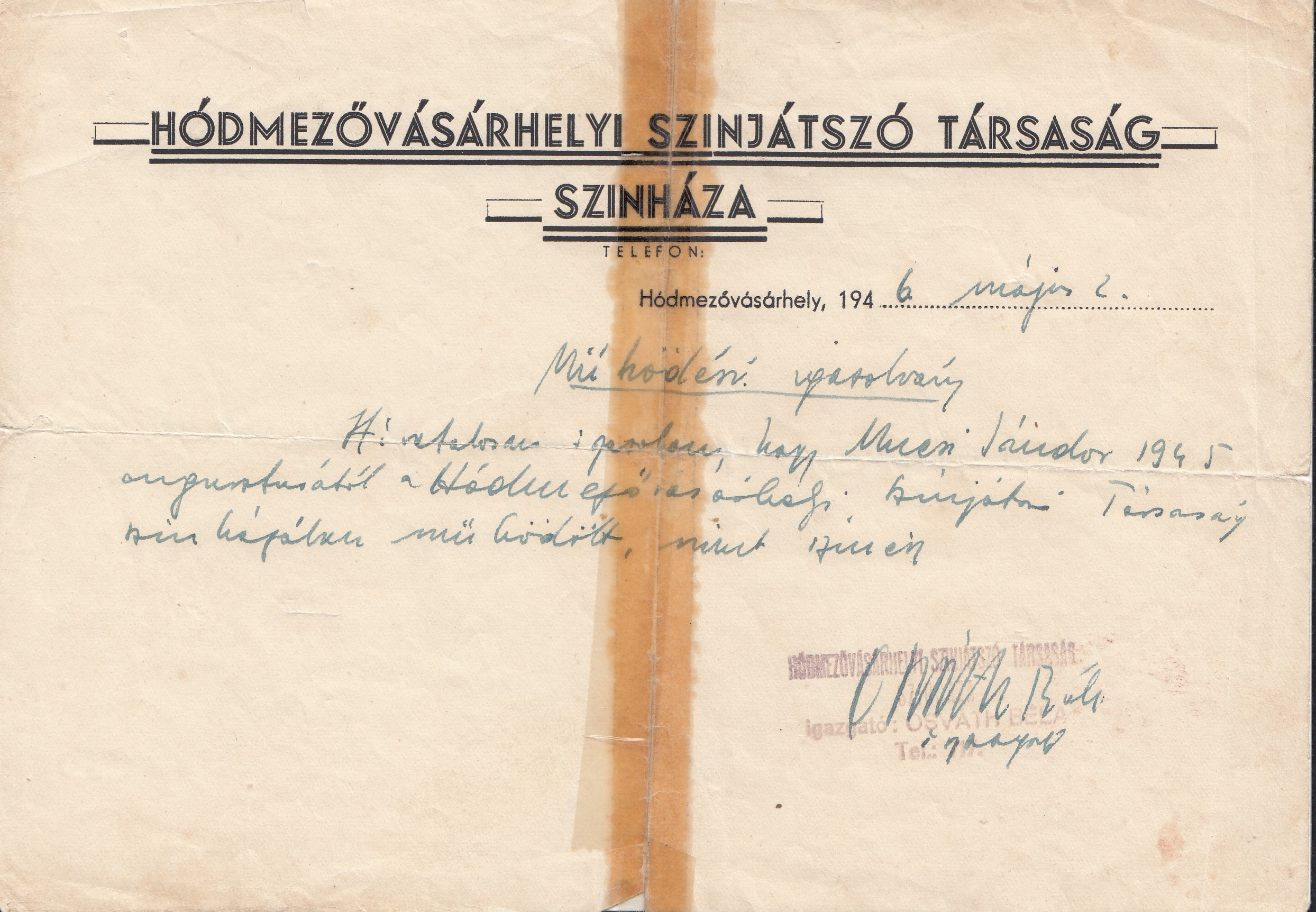
Mucsi Sándor színészigazolása

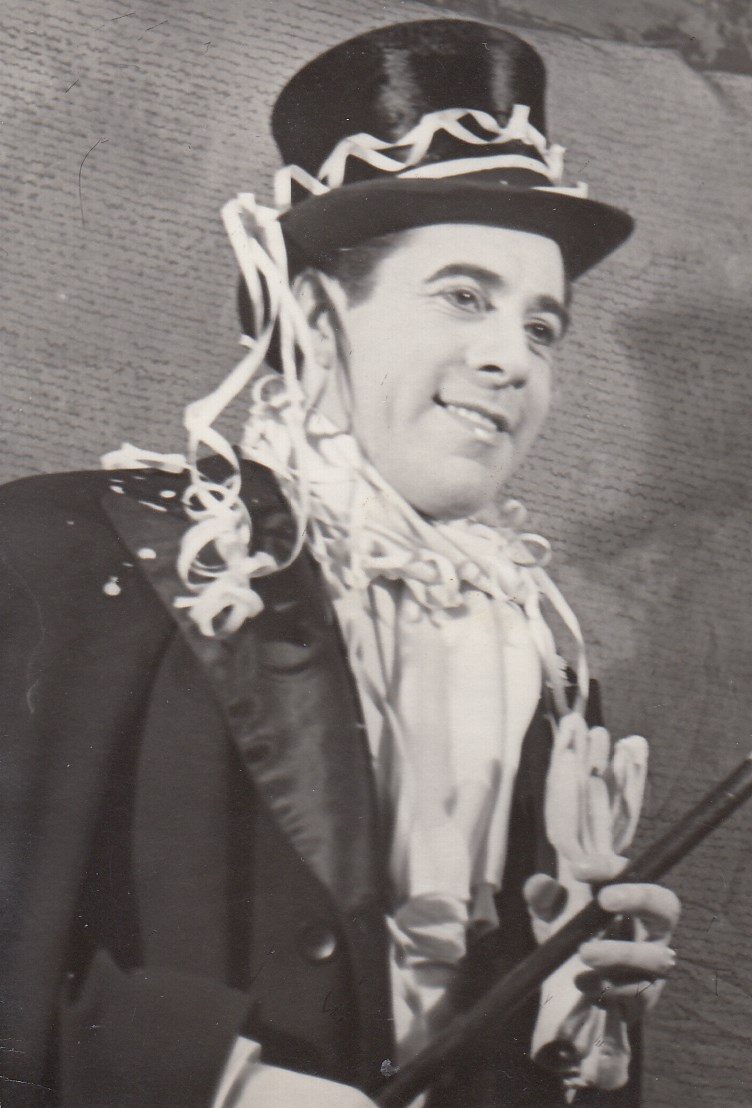
A víg özvegy 1957-es előadásán

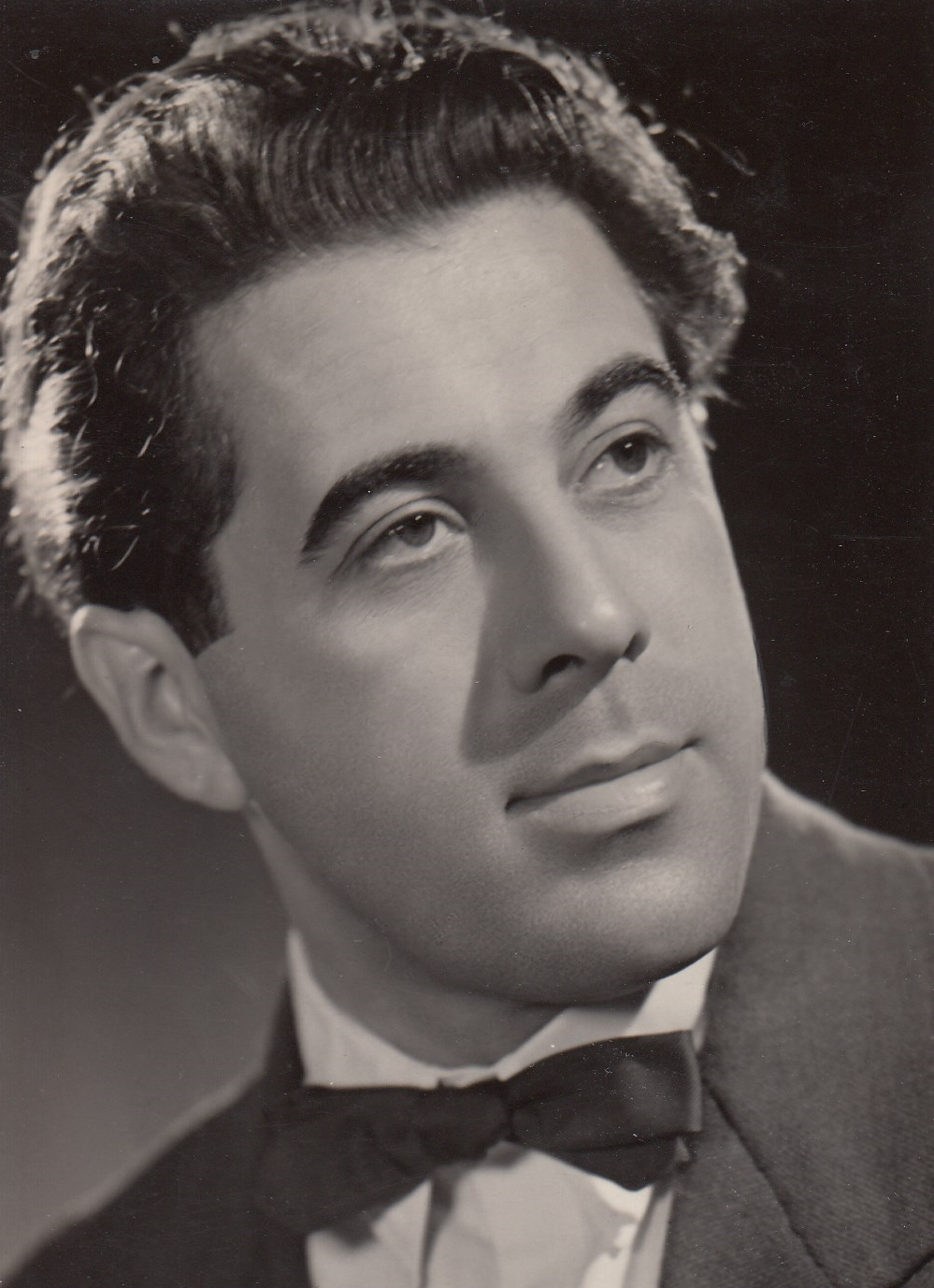
Szegeden 1956-ban

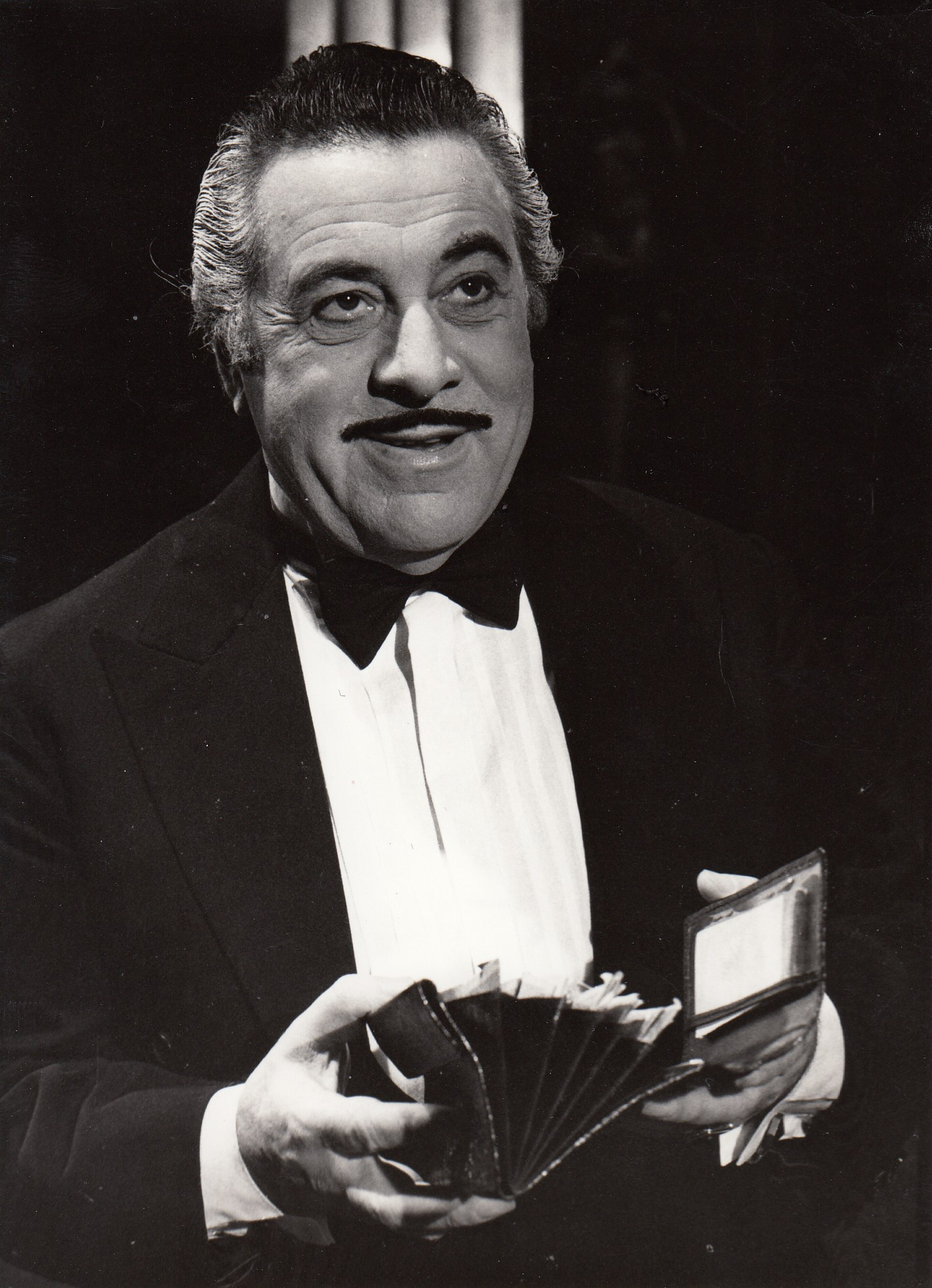
A Bál a Savoyban című operettben

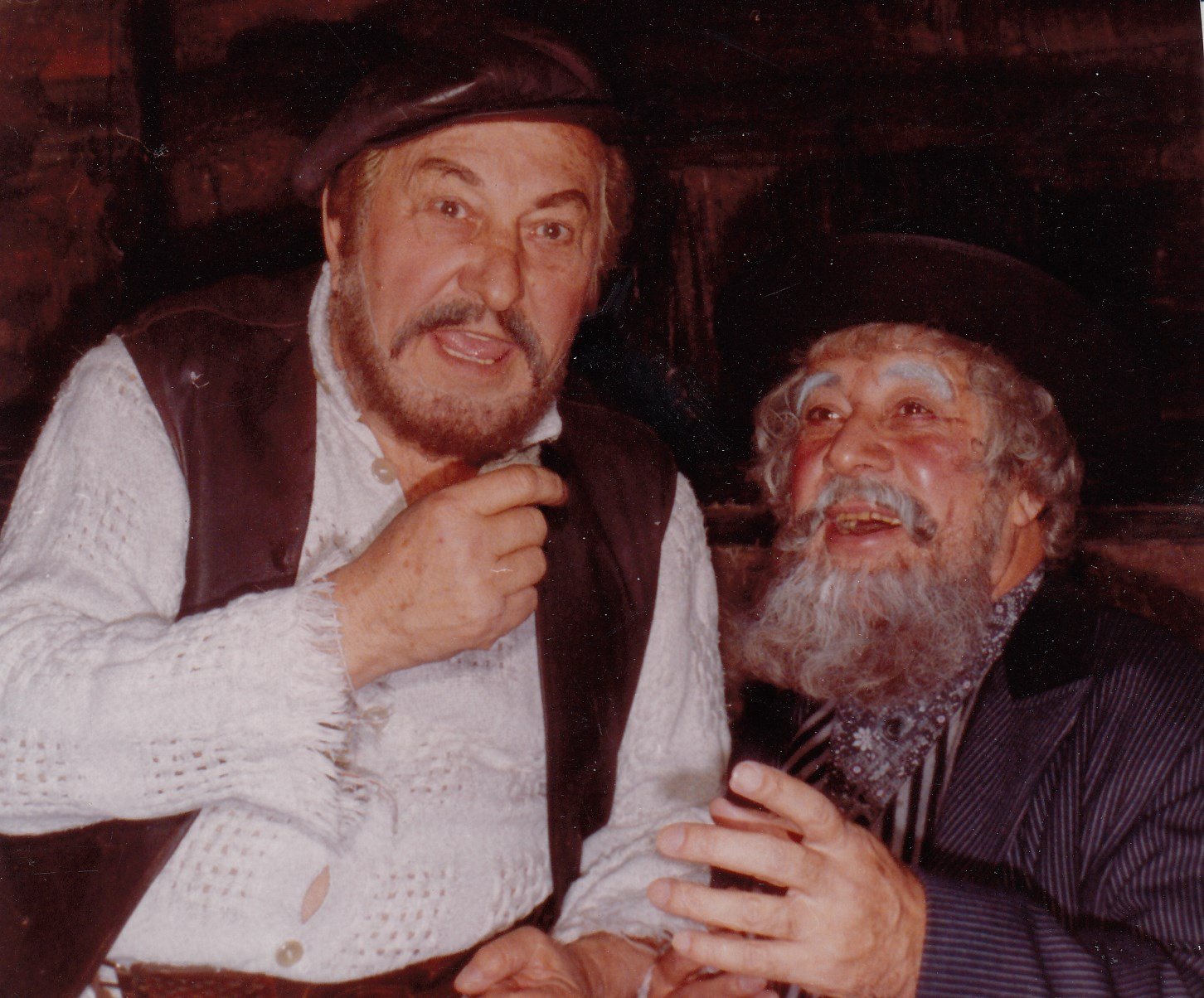
Bessenyei Ferenccel a Hegedűs a háztetőnben

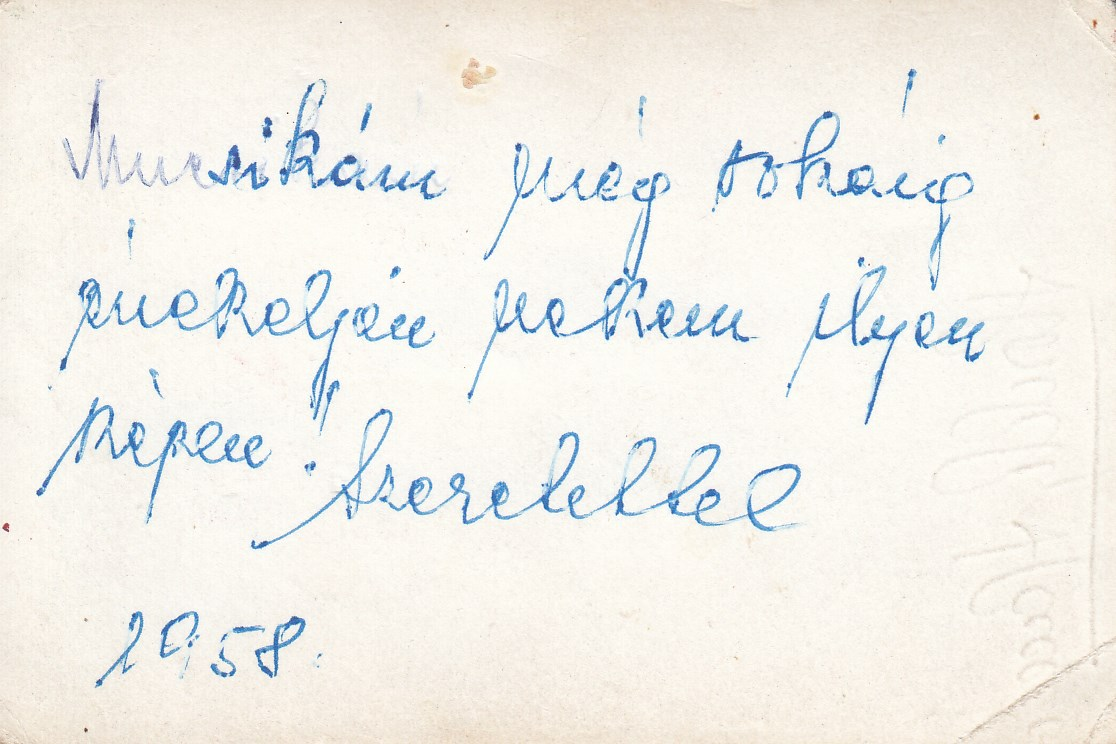
Honthy Hanna üdvözlőlapja

1949. szeptember 1-jével, a színházak államosításának évében, a kecskeméti Katona József Színházhoz helyezték. Az első években kisebb szerepeket játszott prózai és zenés darabokban. Első komoly szerepét 1952-ben kapta: Nemorinót, a félszeg parasztlegényt játszotta Gaetano Donizetti operájában, a Szerelmi bájitalban. Ezután következett az Orfeusz az alvilágban, A denevér és a Luxemburg grófja, valamint a Csárdáskirálynő címszerepe. Míg 1949-ben még csak Bartoló, a jós szerepét játszotta a János vitézben, 1953-ban már Kukorica Jancsiként lépett színpadra.
A zenés darabokban általában Gyólay Viktória, a színház első számú primadonnája volt a partnere. Ennek az időszaknak A mosoly országa volt az utolsó bemutatója, amelyben a főszerepet, Szu-Csong herceget alakította. A színházzal járták a környező falvakat, és sokszor a teherautó platóján tartották az előadásokat. Gyakran játszottak Baján is. Ebben az időszakban, 1951–1954-ben végezte el a Színház és Filmművészeti Főiskolát.
A kecskeméti Leányvásárt három előadásra Budapestre hívta Gáspár Margit, a Magyar Színház igazgatója. Az előadás olyan sikeres volt, hogy 121 alkalommal játszották el a Szakszervezetek Országos Tanácsa székházában. Gáspár Margit később a Fővárosi Operettszínház vezetője lett, és többször csábította Mucsi Sándort Budapestre.

### Szeged
1955. augusztus 1-jén szülővárosa teátrumába, a Szegedi Nemzeti Színházba szerződött, ahol – a kisebb kecskeméti és szolnoki megszakítást, valamint az Országos Rendező Iroda önálló utazó társulatánál töltött időszakot hozzáadva – egy évtizeden át lépett fel. Szinte valamennyi nagy operett bonvivánját eljátszotta. 1955. október 10-én Jacques Offenbach Hoffmann meséi című operájában mutatkozott be.
Számos más operában énekelt, így a Turandotban, a Fidelióban, A varázsfuvolában, a Rigolettóban, a Bohéméletben, A három narancs szerelmesében, a Lakmében és a Pillangókisasszonyban. A Csongrád Megyei Hírlap így értékelt 1964. február 11-én: „Mucsi Sándor drámai Monostatosa új színekkel gazdagítja a Varázsfuvola szegedi előadását”. A Film Színház Muzsika ugyanezen a napon ezt írta: „Mucsi Sándor Monostatosa ismét bizonyította, hogy a művész jól megállja a helyét a legigényesebb operákban is”.
Több nagy bonviván szerepet énekelt, köztük Radjami herceget a A bajadérban, Ádámot a Madarászban, Danilovics Danilót A víg özvegyben, Jancsó Bálintot a Mária főhadnagyban és Szu-Csongot A mosoly országában.

### Bástyasétány 77
Ebben az időszakban, 1957-ben készült a Bástyasétány 77 című rádióoperett, amelyet Eisemann Mihály kifejezetten a Magyar Rádió számára írt. Solymosi Ottó, a darab rendezője így emlékezett vissza: „Mucsi Sándor a Szegedi Nemzeti Színházban operaénekesként működött, bár klasszikus operettekben is fellépett, ezt az új szerepet nem akarta elénekelni. Vaszy Viktor azonban, aki a Magyar Rádió Szimfonikus Zenekarát és Tánczenekarát vezényelte a felvételen és Szegeden Mucsi igazgatója volt, kijelentette, ha a népszerű tenor nem játssza el a stúdióban Pétert, akkor nem engedi a darab sok sikert ígérő első kőszínházi premierjén sem fellépni. Az énekes úgy döntött: a szerep némi segítséggel mégis belefér az életébe: reggelenként repülőgép hozta Budapestre és vitte vissza, hogy az esti előadásra pontosan odaérjen.” Az ősbemutató 1957. május 4-én volt. A Bástyasétány 77 óriási siker lett, negyven év alatt tizennyolcszor ismételte a rádió. 1958-ban a rádiós felvétel szereplői a Fővárosi Operettszínház kamaraszínházában, a Blaha Lujza Színházban játszották a darabot.
1997. május 9-én a Fészek Művészklubban emlékestet rendeztek Mucsi Sándornak az ősbemutató tiszteletére az operettszínház stúdiója és a Nemzeti Színház akadémiája növendékeinek közreműködésével.

## Kitérőkkel az operettszínház felé
1958. augusztus 15. és december 31. között az Országos Rendező Iroda társulatával dolgozott. 1959. február 7-én mutatta be a Kossuth Rádió Behár György, Király Dezső és Romhányi József Sarokház című operettjét, amelyben Mucsi Sándor énekelte, Gyenes Magda partnereként, a férfi főszerepet.
1959. szeptember 1. és 1960. július 31. között a a szolnoki Szigligeti Színház művésze volt, majd 1961. május 29-éig a Magyar Cirkusz és Varieté állományába tartozott. 1960-ban egy évadra az akkor nyíló budapesti Tarka Színpadhoz is leszerződött, ahol Behár György Játszunk valami mást című darabjának főszerepére hívták meg, amelyben Lakatos Gabriella balerina volt a partnere. Az előadás 123 alkalommal ment. 1962. január 15-én egy évadra visszatért a Szegedi Nemzeti Színházhoz, majd egy évadra ismét Kecskemét következett.1963. augusztus 1-jén ismét visszatért Szegedre, ahol 1967. március 11-éig játszott
1966-ban, Lendvay Ferenc igazgató hívására a Miskolci Nemzeti Színházba szerződött, majd 1969-től két éven át a szolnoki Szigligeti Színház művésze volt. A szolnoki színház bemutatta Oscar Wilde Hazudj igazat című zenés komédiáját, amelyben a tiszteletest játszotta. Fényes Szabolcs Maya című operettjében Mambó, Ábrahám Pál Viktóriájában Koltay László, Jean Gilbert Ártatlan Zsuzsijában Dr. René Wildhagen, Kálmán Imre Cigányprimásában Lacit Játszotta. Színpadra lépett Bíró Attila Májusi muzsikájában, Bertolt Brecht Koldusoperájában, valamint Molnár Ferenc-Zerkovitz Doktor úrjában.
A színház 1971. május 28-án bemutatta Jacobi Viktor Sybill című nagyoperettjét, melyben a Nagyherceg szerepét osztották rá. Akkor döntött úgy, hogy ezzel a szereppel búcsúzik el a bonviván szerepkörtől.

## Fővárosi Operettszínház
1972. februárban Budapestre, a Fővárosi Operettszínházba szerződött, amelynek társulatához 2003-ig tartozott. A My Fair Ladyben mutatkozott be. Alakítását így értékelte Dalos László kritikája: „Új szereplő: Mucsi Sándor. Néhány mozdulatból rakja össze az örökké piás és félalvó Jamie-t.”
Az operettszínház színpada nem volt ismeretlen számára, 1964 márciusában több alkalommal helyettesítette a Londonban tartózkodó Sárdy Jánost a Luxemburg grófjában. 1970-ben a beteg Oszvald Gyula helyett ugrott be három előadásban Caramelo szerepében, amelyet még 1957-ben énekelt Szegeden, Johann Strauss Egy éj Velencében című darabjában.
Kiemelkedő szerepe volt Sancho Panza a La Mancha lovagjában Darvas Iván mellett. A hóbortos lovag kísérőjeként 1973-ban lépett először színpadra beugróként. Mindössze egy színpadi próbával vette át a szerepet. Rácz György így beszélt róla a Kossuth Rádióban: „Már az is meglepetésszámba ment, hogy klasszikus operettdallamokhoz szokott, ma is hibátlan fényű tenorja milyen jellegzetes alkalmazkodással győzte a modern ritmusokat, jellemszerepekhez hozzá-korpulensedett alakja milyen könnyedén siklott a komplikált koreográfiában. De ami földön járó, bölcs humorral élő, derűs emberszeretetet áraszt Sancho Pansájának legnagyobb dicsérete: Mucsi Sándor nem vallott szégyent beugrásával egyik legnagyobb színpadművészünk, a címszerepet alakító Darvas Iván mellett sem.”
Hálás szerepe volt Ámos Hart a Chicagóban. Kollégája, Lehoczky Zsuzsa ezt írta életrajzi könyvében: „Roxie férjét, Ámos Hartot játszotta. Játszotta? Átélte. Szerepe szerint örök palimadár, ki szerelméért bármit felvállalna, pedig örökösen csak átnéznek rajta – mintha üvegből volna. Ott áll az az ember a színpadon, és úgy állt ott, mint aki nem is létezik. Mégis velünk együtt dobogott a szíve – az igénytelen balekok elnyűtt, kikönyökölt kardigánjában susogta-sírta, önmagán is ironikusan nevetve, valahogy ilyenformán: Celofán, Mister Celofán, csak egy átlátszó üvegszív csupán. Úgy hívják őt: Mucsi Sándor.”
Nagy sikerrel játszotta Mordcha kocsmárost a Hegedűs a háztetőn című darabban, amelynek főszereplője a hódmezővásárhelyi diáktárs, Bessenyei Ferenc volt. Szép kritikát kapott A denevér 1978-as bemutatója után is: „Mucsi Sándor, a Fővárosi Operettszínház sokoldalú művésze, a bonvivánságtól a buffóságig mindenhez ért. Frank börtönigazgatóként a kedves parvenüt játssza el, aki a börtönrácsok szomszédságában is a született bohémség báját hordozza magában.”
Sok más darabban játszott még, egyebek között A kutya, akit Bozzi úrnak hívtakban, a Dohányon vett kapitányban, a Cirkuszhercegnőben, a Marica grófnőben, a Csárdáskirálynőben, a Nebáncsvirágban, A montmartre-i ibolyában, a A mosoly országában, a Cigányszerelemben, a Piros karavánban és a Bocaccióban. 1975-ben, a Veronai fiúkban így látta őt a kritikus: Mucsi Sándor „a legshakespeareibb alakítással örvendeztetett meg. Igaz, a Veronai fiúk nem Shakespeare, de ez az emberformálás nem kirí az egészből, hanem határozottan gazdagítja, jó ízekkel fűszerezi.”

### Külföldön
Az 1980-90-es években a Fővárosi Operettszínház társulatával tíz szezonban lépett fel a müncheni a Deutsches Theaterben, ahol „kitűnő kabinetalakítást nyújtott”. Számos országban vendégszerepelt, köztük Hollandiában, Olaszországban, Finnországban, Svájcban, Ausztriában, Oroszországban, Görögországban, Franciaországban, a Szovjetunióban, Csehszlovákiában és Szlovéniában.
1976-ban megalakult a Kálmán Imre Szocialista Brigád, amelynek vezetője lett. A társaság számos jótékony előadást adott Magyarországon, illetve külföldön (Tengizben, Orenburgban) az építkezéseken dolgozó magyar munkásoknak. Mucsi Sándor a Fővárosi Operettszínháztól ment nyugdíjba 1991. augusztus 1-jén.

## Magántársulatoknál
Pályafutása végén tagja volt több magántársulatnak. Ötször volt különböző operettekkel az Amerikai Egyesült Államokban és Kanadában. Fellépett Olaszországban, Hollandiában, Finnországban, Szlovéniában, Svájcban. A Csárdáskirálynővel Japánban és Kolumbiában is vendégszerepelt.
Játszott többek között a Békés Megyei Jókai Színházban, a Művész Színházban, a Városmajori Szabadtéri Színpadon, az Egri Várszínházban, a Fertőrákosi Kőfejtő és Barlangszínházban, valamint a Turay Ida Színházban. Utóbbiban 2004-ben megrendezte a Sybill című operettet. Összesen 61 évet töltött a színpadon. Utoljára halála előtt négy hónappal, 2006 márciusában a Lili bárónőben lépett fel Nyíregyházán Tóth Éva és Leblanc Győző társulatával. Turnézott Szolnoki Tibor és Zsadon Andrea társulatával is.
Hosszú pályafutása alatt olyan színészekkel játszott együtt mint Somlay Artúr, Gobbi Hilda, Ajtay Andor, Domján Edit, Sárdy János, Lorán Lenke, Darvas Iván, Rátonyi Róbert, Németh Marika, Honthy Hanna, Feleki Kamill, Medgyesi Mária, Tiboldi Mária, Latabár Kálmán, Latinovits Zoltán.

## Filmen, tévében
Mucsi Sándor hosszú pályafutása alatt kevés, általában kisebb szerepet játszott filmekben és tévéjátékokban. Szerepelt egyebek mellett Gyöngyössy Imre Virágvasárnap című mozifilmjében, Mészáros Márta Holdudvar, Koltai Róbert Szamba és Szinetár Miklós Aranyborjú című alkotásában, valamint a Pompadur, az Olasz vendéglő és a Koldusdiák című zenés tévéjátékban.

## Színpadi szerepei
Az alábbi lista a Színháztörténeti Múzeum adatbázisa alapján készült. A múzeumi adatbázis hiányos, így több darab is hiányzik belőle. A listába csak a nagyobb kőszínházak bemutatói kerültek be, a felújítások kimaradtak.
| Katona József Színház (Kecskemét) | Katona József Színház (Kecskemét)          | Katona József Színház (Kecskemét) | Katona József Színház (Kecskemét) | Katona József Színház (Kecskemét) | Katona József Színház (Kecskemét)          | Katona József Színház (Kecskemét) | Katona József Színház (Kecskemét) |
| Bemutató                          | Szerző                                     | Darab                             | Szerep                            | Bemutató                          | Szerző                                     | Darab                             | Szerep                            |
| --------------------------------- | ------------------------------------------ | --------------------------------- | --------------------------------- | --------------------------------- | ------------------------------------------ | --------------------------------- | --------------------------------- |
| 1949. október 1.                  | Szolovjov–Vitkovics                        | Csendháborító                     | Légyhessegető                     | 1949. október 15.                 | Bakonyi–Kacsóh                             | János vitéz                       | Bartoló                           |
| 1949. október 22.                 | Raszkin–Szlobodszkij                       | Filmcsillag                       | Sofőr                             | 1949. november 29.                | Eduard Lunzer                              | Diadalmas asszony                 | Keresniczky tábornok              |
| 1949. december 31.                | Paul Weidmann                              | Falusi borbély                    | Erjes Ádám                        | 1949. december 31.                | Nyikolaj Alfredovics Adijev                | Dohányon vett kapitány            | Stresnyeff                        |
| 1950.                             | Ján Skalka                                 | Kecsketej                         | Pali                              | 1950. január 24.                  | Innocent–Strauss                           | Bécsi diákok                      | Sándor                            |
| 1950. március 15.                 | Földes Mihály                              | Mélyszántás                       | Gábor                             | 1950. április 2.                  | Meilhac–Halévy                             | Gerolsteini nagyhercegnő          | Péter Milon                       |
| 1950. április 4.                  | Pjotr Andrejevics Pavlenko                 | Boldogság                         | Vaszjutin                         | 1950. május 24.                   | Schnitzer Ignác                            | Cigánybáró                        | Polgármester                      |
| 1950. szeptember 24.              | Viktor Vlagyimirovics Vinyikov             | Szabad szél                       | Gall cézár                        | 1951. január 9.                   | Hámos György                               | Aranycsillag                      | Balogh                            |
| 1951. március 4.                  | Csiky Gergely                              | Ingyenélők                        | Darvas Károly                     | 1951. május 9.                    | Méray–Békeffy–Kellér                       | Palotaszálló                      | Péter                             |
| 1951. június 19.                  | Háy Gyula                                  | Az élet hídja                     | Varga Jani                        | 1951. június 20.                  | Willner–Heinz–Schubert                     | Három a kislány                   | Schubert Ferenc                   |
| 1951. június 27.                  | Dékány–Bálint                              | Csínom Palkó                      | Csínom Palkó                      | 1951. szeptember 1.               | Szigligeti Ede                             | Liliomfi                          | Gyuri pincér                      |
| 1951. december 1.                 | Viktor Tyipot Raszkov                      | Szibériai rapszódia               | Kovsov                            | 1952. március 1.                  | Donizetti–Romani                           | Szerelmi bájital                  | Nemorino                          |
| 1952. március 31.                 | Carlo Goldoni                              | Hazug                             | Énekes                            | 1952. szeptember 13.              | Karinthy–Benedek                           | A Noszty fiú esete Tóth Marival   | Első cigány                       |
| 1952. október 2.                  | Halévy–Crémieux–Offenbach                  | Orfeusz az alvilágban             | Orfeusz                           | 1952. november 14.                | Haffner–Genée–Strauss                      | A denevér                         | Eisenstein                        |
| 1953. január 6.                   | Barabás Tibor–Gádor                        | Állami áruház                     | Kocsis Ferenc                     | 1953. február 5.                  | Paul Weidmann                              | Falusi borbély                    | Ádám borbélyinas                  |
| 1953. február 20.                 | Innocent Vince Ernő                        | Vándordiák                        | Diák                              | 1953. április 4.                  | Zaharovics–Cservinszkij                    | Havasi kürt                       | Mikola                            |
| 1953. június 26.                  | Wilner–Bodansky–Lehár                      | Luxemburg grófja                  | René                              | 1953. december 23.                | Bakonyi–Kacsóh                             | János vitéz                       | Kukorica Jancsi                   |
| 1954. február 20.                 | Martos–Bródy–Jacobi                        | Leányvásár                        | Tom Miggles                       | 1954. november 19.                | Brammer–Grünwald–Kálmán                    | Montmartre-i ibolya               | Raoul festőművész                 |
| 1954. december 17.                | Martos–Huszka                              | Gül Baba                          | Gábor diák                        | 1955. február 17.                 | Stein–Jenbach–Kálmán                       | Csárdáskirálynő                   | Edvin                             |
| 1955. április 12.                 | Carré–Battu–Offenbach                      | Eljegyzés lámpafénynél            | Pierre                            | 1955. április 12.                 | Crémieux–Halévy–Offenbach                  | Fortunio dala                     | Friquet                           |
| 1955. április 18.                 | Herzer–Löhner-Beda–Lehár                   | A mosoly országa                  | Szu-Csong herceg                  | 1962. november 16.                | Wilner–Bodansky–Lehár                      | Luxemburg grófja                  | René                              |
| 1962. december 22.                | Tabi László                                | Sportol az asszony                | Jukics Guszti                     | 1963. január 29.                  | Willemetz–Vincy–Lopez                      | Andalúzia                         | Juanito Perez                     |
| 1963. március 29.                 | Brammer–Grünwald–Kálmán                    | Bajadér                           | Lahore Radjami herceg             |                                   |                                            |                                   |                                   |
| Szegedi Nemzeti Színház           |                                            |                                   |                                   |                                   |                                            |                                   |                                   |
| Bemutató                          | Szerző                                     | Darab                             | Szerep                            | Bemutató                          | Szerző                                     | Darab                             | Szerep                            |
| 1955. október 22.                 | Barbier–Offenbach                          | Hoffmann meséi                    | Miklós                            | 1955. december 10.                | West–Held–Zeller                           | Madarász                          | Ádám tiroli madarász              |
| 1957                              | Bondy–Fazekas                              | Lúdas Matyi                       | Lúdas Matyi                       | 1957                              | Csiky Gergely                              | A nagymama                        | Kálmán                            |
| 1957                              | Halász–De Fries                            | Ilyenek a férfiak                 | Főpincér                          | 1957. január 25.                  | Herzer–Löhner-Beda–Lehár                   | A mosoly országa                  | Szu-Csong herceg                  |
| 1957. április 13.                 | Beethoven–Sonnleithner–Treitschke–Breuning | Fidelio                           | Jacquino kapus                    | 1957. május 18.                   | Baróti–Eisemann                            | Bástyasétány 77                   | Benedek Péter                     |
| 1957. szeptember 9.               | Zell–Genée–Strauss                         | Egy éj Velencében                 | Caramello                         | 1957. december 7.                 | Léon–Lehár                                 | A víg özvegy                      | Danilovics Danilo                 |
| 1962. március 10.                 | Szűcs György                               | Elveszem a feleségem              | Szabó–Szenes                      | 1962. április 3.                  | Mesterházi Lajos                           | Pesti emberek                     | Gyula                             |
| 1962. június 13.                  | Adami–Simoni–Puccini                       | Turandot                          | Pang                              | 1963. december 7.                 | Szilágyi–Huszka                            | Mária főhadnagy                   | Jancsó Bálint                     |
| 1964. február 8.                  | Schikaneder–Mozart                         | A varázsfuvola                    | Monostatos                        | 1964. október 16.                 | Sonnleithner–Treitschke–Breuning–Beethoven | Fidelio                           | Jacquino                          |
| 1964. május 29.                   | Giacosa–Illica–Puccini                     | Bohémélet                         | Benoit                            | 1964. július 30.                  | Innocent–Farkas                            | Vidróczki                         | Sisa Pista                        |
| 1964. december 12.                | Janowsky–Schneidereit–Masanetz             | Madame X                          | Anatol Brown                      | 1965. február 6.                  | Szergej Szergejevics Prokofjev             | A három narancs szerelmese        | Truffaldino                       |
| 1965. február 27.                 | Martos–Bródy–Jacobi                        | Leányvásár                        | Tom Miggles                       | 1965. május 8.                    | Romani–Bellini                             | Norma                             | Flavio                            |
| 1965. szeptember 25.              | Martos–Huszka                              | Lili bárónő                       | Illésházy gróf                    | 1965. október 23.                 | Piave–Verdi–Hugo                           | Rigoletto                         | Borsa                             |
| 1965. november 6.                 | Viktor Rozov                               | Úton                              | Sofőr                             | 1966. február 26.                 | Grünwald–Löhner–Ábrahám                    | Bál a Savoyban                    | Henry de Faublas                  |
| 1966. október 1.                  | Brammer–Grünwald–Kálmán                    | Bajadér                           | Lahore Radjami herceg             | 1966. október 10.                 | Cammarano–Verdi                            | A trubadúr                        | Ruiz                              |
| Szigligeti Színház (Szolnok)      |                                            |                                   |                                   |                                   |                                            |                                   |                                   |
| Bemutató                          | Szerző                                     | Darab                             | Szerep                            | Bemutató                          | Szerző                                     | Darab                             | Szerep                            |
| 1959. október 2.                  | Földes–Ábrahám                             | Viktória                          | Koltay László                     | 1960. január 8.                   | Okonkowski–Schönfeld–Gilbert               | Ártatlan Zsuzsi                   | Dr. René Wildhagen                |
| 1960. március 11.                 | Grünbaum–Wilhelm–Kálmán                    | A cigányprímás                    | Laci                              | 1960. május 21.                   | Galambos–Bíró                              | Májusi muzsika                    | Boglár Sándor                     |
| 1970. március 13.                 | Brecht–Weill                               | Koldusopera                       | Ede                               | 1970. december 11.                | Hámori–Nádas                               | Szökés a Sing-Singből             | Főfegyőr                          |
| 1971. február 5.                  | Zaharovics–Cservinszkij                    | Fehér akácok                      | Anasztáz Korabljov                | 1971. április 2.                  | Molnár–Zerkovitz                           | Doktor úr                         | Csató                             |
| 1971. május 28.                   | Martos–Bródy–Jacobi                        | Sybill                            | Konstantin nagyherceg             | 1971. október 29.                 | Harmath–Fényes                             | Maya                              | Mambó                             |
| 1971. december 23.                | Wilde–Bágya                                | Hazudj igazat!                    | Dr. Chasuble                      |                                   |                                            |                                   |                                   |
| Fővárosi Operettszínház           |                                            |                                   |                                   |                                   |                                            |                                   |                                   |
| Bemutató                          | Szerző                                     | Darab                             | Szerep                            | Bemutató                          | Szerző                                     | Darab                             | Szerep                            |
| 1972. május 19.                   | Lerner–Loewe                               | My Fair Lady                      | Jamie                             | 1973. február 9.                  | Stein–Bock                                 | Hegedűs a háztetőn                | Mordcha kocsmáros                 |
| 1973. március 30.                 | Nyikolaj Alfredovics Adijev                | Dohányon vett kapitány            | Szolga Szmurovnál                 | 1974. március 16.                 | Csemer–Szakcsi                             | Piros karaván                     | Puró históriás                    |
| 1974. december 20.                | Görgey–Illés Lajos                         | Egy fiú és a tündér               | Főnemtő                           | 1975. március 13.                 | Halévy–Crémieux–Offenbach                  | Orfeusz az alvilágban             | Vulcan                            |
| 1975. május 23.                   | Saphiro–MacDermot–Shakespeare              | Veronai fiúk                      | Dárdás                            | 1976. október 27.                 | Békeffi–Fényes                             | A kutya, akit Bozzi úrnak hívtak  | Monti                             |
| 1976. május 28.                   | Wilner–Bodansky–Lehár                      | Cigányszerelem                    | Kutula Vince                      | 1976. november 26.                | Stein–Jenbach–Kálmán                       | Csárdáskirálynő                   | Tábornok                          |
| 1977. február 18.                 | Miklós–Rejtő–Csuha                         | Az ellopott futár                 | Brigitta matróz                   | 1977. június 17.                  | Brammer–Grünwald–Kálmán                    | Montmartre-i ibolya               | Durand                            |
| 1978. április 21.                 | Haffner–Genée–Strauss                      | A denevér                         | Frank                             | 1979. január 12.                  | Spewack–Spewack–Shakespeare–Porter         | Csókolj meg, Katám!               | Harry-Baptista                    |
| 1979. március 30.                 | Labiche–Fényes                             | Florentin kalap                   | Beauperthuis                      | 1980. szeptember 13.              | Stein–Jenbach–Kálmán                       | Csárdáskirálynő                   | Tábornok                          |
| 1980. december 19.                | Ebb–Fosse–Kander                           | Chicago                           | Amos Hart                         | 1981. április 24.                 | Martos–Bródy–Jacobi                        | Leányvásár                        | Kocsmáros                         |
| 1981. december 18.                | Erdődy–Behár                               | Toledói szerelmesek               | Pármeno                           | 1982. március 26.                 | Zell–Suppé                                 | Boccaccio                         | Lotteringhi                       |
| 1982. október 29.                 | Brammer–Grünwald–Kálmán                    | Marica grófnő                     | Kudelka                           | 1983. március 26.                 | Bacsó–Fényes                               | Szerdán tavasz lesz               | Bíró                              |
| 1983. június 4.                   | Hirson–Schwartz                            | Pipin                             | Nagy Károly                       | 1983. október 28.                 | Meilach–Milaud                             | Nebáncsvirág                      | Loriot                            |
| 1984. január 6.                   | Schöntan–Schöntan                          | A szabin nők elrablása            | Raposa Bogdán                     | 1984. március 23.                 | Wilner–Bodansky–Lehár                      | Luxemburg grófja                  | Worchester                        |
| 1984. december 21.                | Szilágyi–Huszka                            | Mária főhadnagy                   | Biccentő                          | 1985. december 20.                | Grünwald–Löhner–Ábrahám                    | Bál a Savoyban                    | Pomerol                           |
| 1986. május 16.                   | Herzer–Löhner-Beda–Lehár                   | A mosoly országa                  | Főeunuch                          | 1987. március 20.                 | Stein–Jenbach–Kálmán                       | Csárdáskirálynő                   | Herceg                            |
| 1988. január 15.                  | Wilner–Bodansky–Lehár                      | Luxemburg grófja                  | René                              | 1988. március 18.                 | Léon–Lehár                                 | A víg özvegy                      | Kromov tanácsos                   |
| 1988. december 16.                | Haffner–Genée–Strauss                      | A denevér                         | Frank                             | 1989. november 24.                | Brammer–Grünwald–Kálmán                    | A cirkuszhercegnő                 | Cirkuszigazgató                   |
| 1990. június 8.                   | Földes–Ábrahám                             | Viktória                          | Béla Pörkölty                     | 1990. december 25.                | Szilágyi–Huszka                            | Mária főhadnagy                   | Biccentő                          |
| 1991. február 1.                  | Brammer–Grünwald–Kálmán                    | Marica grófnő                     | Kudelka                           | 1991. március 8.                  | Meilach–Milaud                             | Nebáncsvirág                      | Őrnagy                            |
| 1991. június 14.                  | Haffner–Genée–Strauss                      | A denevér                         | Frank                             | 1992. február 14.                 | Stein–Bock                                 | Hegedűs a háztetőn                | Mordcha kocsmáros                 |
| 1997. november 29.                | Brammer–Grünwald–Kálmán                    | Montmartre-i ibolya               | Durand                            |                                   |                                            |                                   |                                   |

## Multimédia
- Mucsi Sándor felvételei
- Mucsi Sándor és Németh Marika: Ámor a szerelmesek cinkosa rég
- Mucsi Sándor és Németh Marika: Jöhet-e még valami szép?